# Alzenau
Alzenau (jusqu'en 2006 Alzenau in Unterfranken) est une ville allemande située dans le land de Bavière, dans l'arrondissement d'Aschaffenbourg et le district de Basse-Franconie.

## Géographie

Situation d'Alzenau (en rouge) dans l'arrondissement d'Aschaffenbourg

Alzenau est située dans le nord de l'arrondissement, à la limite avec le land de Hesse, à 31 km à l'est de Francfort-sur-le-Main et à 17 km au nord d'Aschaffenbourg, le chef-lieu de l'arrondissement. La ville occupe les collines et vallées occidentales du massif du Spessart et, avec 2 600 ha de forêts et 85 ha de vignes, elle peut être qualifiée de ville verte. Son point culminant est le Hahnenkamm à 437 m d'altitude.
Communes limitrophes (en commençant par le nord et dans le sens des aiguilles d'une montre) : Rodenbach, Freigericht, Mömbris, Johannesberg, Karlstein am Main et Kahl am Main.
La ville est composée de 6 quartiers ou villages correspondant aux anciennes communes (population en 2009) :
- Alzenau (7 308)
- Albstadt (1 308)
- Hörstein (3 335)
- Kälberau (1 341]
- Michelbach (2 961)
- Wasserlos (2 660)

## Histoire
Lors des réformes administratives des années 1970, plusieurs communes ont fusionné avec Alzenau :
- 1972, Albstadt, Kälberau et Wasserlos ;
- 1975, Hörstein et Michelbach.

### Alzenau
La première mention de l'endroit date de 950 sous le nom de Wilmundsheim, nom qui sera abandonné à la fin du Moyen Âge. Alzenau, qui est une communauté libre, essaie de maintenir l'équilibre entre les princes-électeurs de Mayence et les comtes de Hanau qui la convoitent. En 1401, elle obtient les droits de ville et de marché de l'empereur Robert Ier du Saint-Empire.
En 1740, elle est finalement rattachée complètement à l'Électorat de Mayence. À l'occasion de la sécularisation de celui-ci (Recès d'Empire) en 1803, elle rejoint le Landgraviat de Hesse-Darmstadt, mais, en 1816, elle est incorporée au royaume de Bavière. En 1862, elle devient le chef-lieu d'un arrondissement qui existera jusqu'en 1972.
La construction du chemin de fer entraîne son développement industriel ; en 1902, elle est un des centres principaux de la fabrication des cigares (21 fabriques qui emploient 850 ouvriers). Elle obtient de nouveau le statut de ville en 1951.

### Albstadt
La première mention du village date de 1244 sous le nom de Albestat.

### Hörstein
En 830, le village apparaît dans un document émanant de l'abbaye bénédictine de Seligenstadt sous le nom de Hurstin, ce n'est qu'en 1600 que son nom actuel devient courant.
De 1500 à 1748, le village est sous la souveraineté commune de l'Électeur de Mayence et des comtes de Hanau. En 1748, il est complètement intégré à l'électorat et, comme Alzenau, il est intégré au royaume de Bavière en 1816. Hörstein a eu le statut de marché (markt) jusqu'à son incorporation dans la commune d'Alzenau.

### Kälberau
Kälberau apparaît au XIIe siècle. En 1372, son église devient un lieu de pèlerinage, ce qu'elle est encore de nos jours. Les pèlerins y vénèrent une statue de la Vierge appelé "Marie au vent rugueux" (Maria zum rauhen Wind).

### Michelbach
Le village possède un château baroque construit au XVIIIe siècle sur l'emplacement d'un Wasserburg qui datait du XVIe siècle. Bien municipal depuis 1930, ce château est aujourd'hui un musée d'histoire locale.

### Wasserlos
La première mention écrite du village date de 1268 sous le nom de Wasserlois. Repaire de brigands, son château est détruit en 1405 sur l'ordre de Robert Ier du Saint-Empire. En 1790, Louis VII de Wurtemberg y fait construire un château baroque connu aujourd'hui sous le nom de Maisenhausen.

## Démographie
Ville d'Alzenau seule :
| 1910  | 1925  | 1933  | 1939  |
| ----- | ----- | ----- | ----- |
| 2 135 | 2 481 | 2 799 | 2 898 |

Pour une meilleure comparaison, ville d'Alzenau dans ses limites actuelles :
| 1840  | 1871  | 1900  | 1910  | 1925  | 1933  | 1939  | 1950   | 1961   |
| ----- | ----- | ----- | ----- | ----- | ----- | ----- | ------ | ------ |
| 4 414 | 4 401 | 5 323 | 6 338 | 7 207 | 7 838 | 7 941 | 10 368 | 11 603 |

| 1970   | 1987   | 1995   | 2003   | 2009   | - | - | - | - |
| ------ | ------ | ------ | ------ | ------ | - | - | - | - |
| 13 567 | 15 711 | 17 946 | 19 032 | 18 777 | - | - | - | - |

## Monuments
- Alzenau, château construit entre 1395 et 1399 par les archevêques de Mayence, lieu d'un festival estival de musique ;
- Alzenau, église St Justin du XIIIe siècle ;
- Wasserlos, parc et château de Maisenhausen ;
- Michelbach, château baroque ;
- Michelbach, église St Laurent (XVIIIe siècle) ;
- Wasserlos, église Ste Catherine.

## Jumelages
La ville d'Alzenau est jumelée avec :
- Sint-Oedenrode (Pays-Bas) depuis 1958 dans la province du Brabant-Septentrional
- Thaon-les-Vosges (France) depuis 1986, dans le département des Vosges, en Lorraine

Le village d'Hörstein est jumelé avec :
- Pfaffstätten (Autriche) depuis 1972 dans le district de Baden en Basse-Autriche

## Galerie

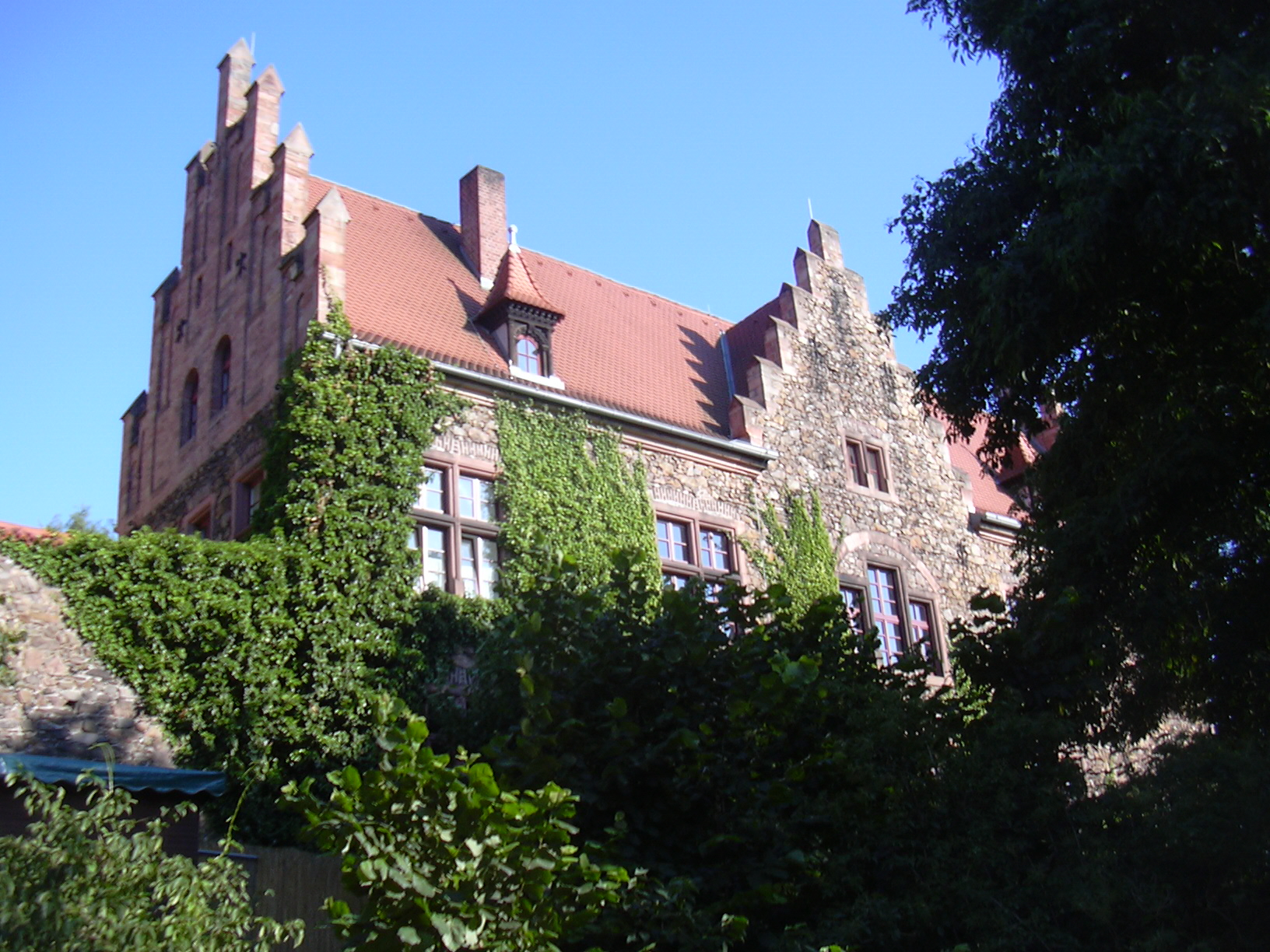
Le château d'Alzenau
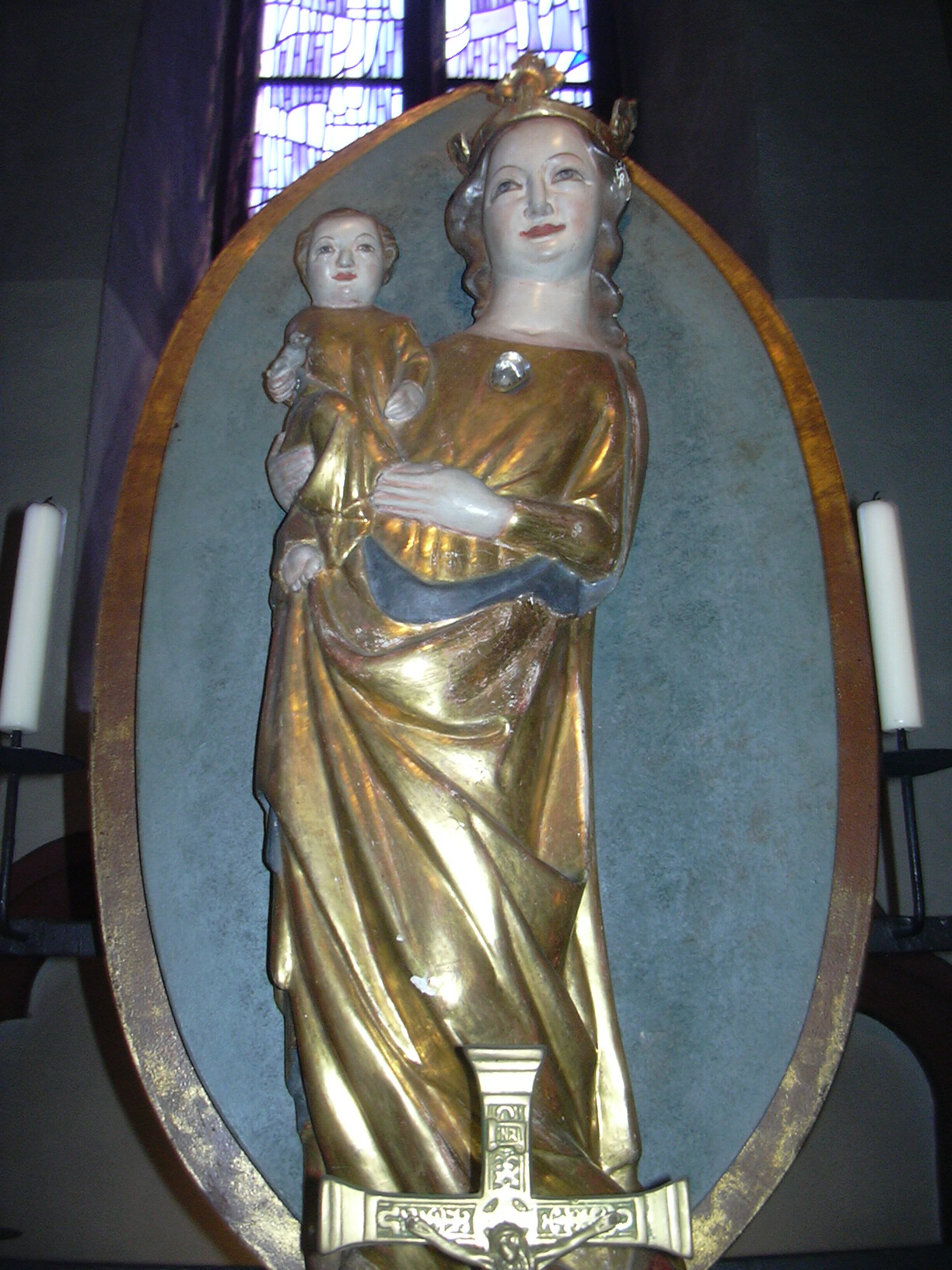
La statue de Marie vénérée dans l'église de Kälberau
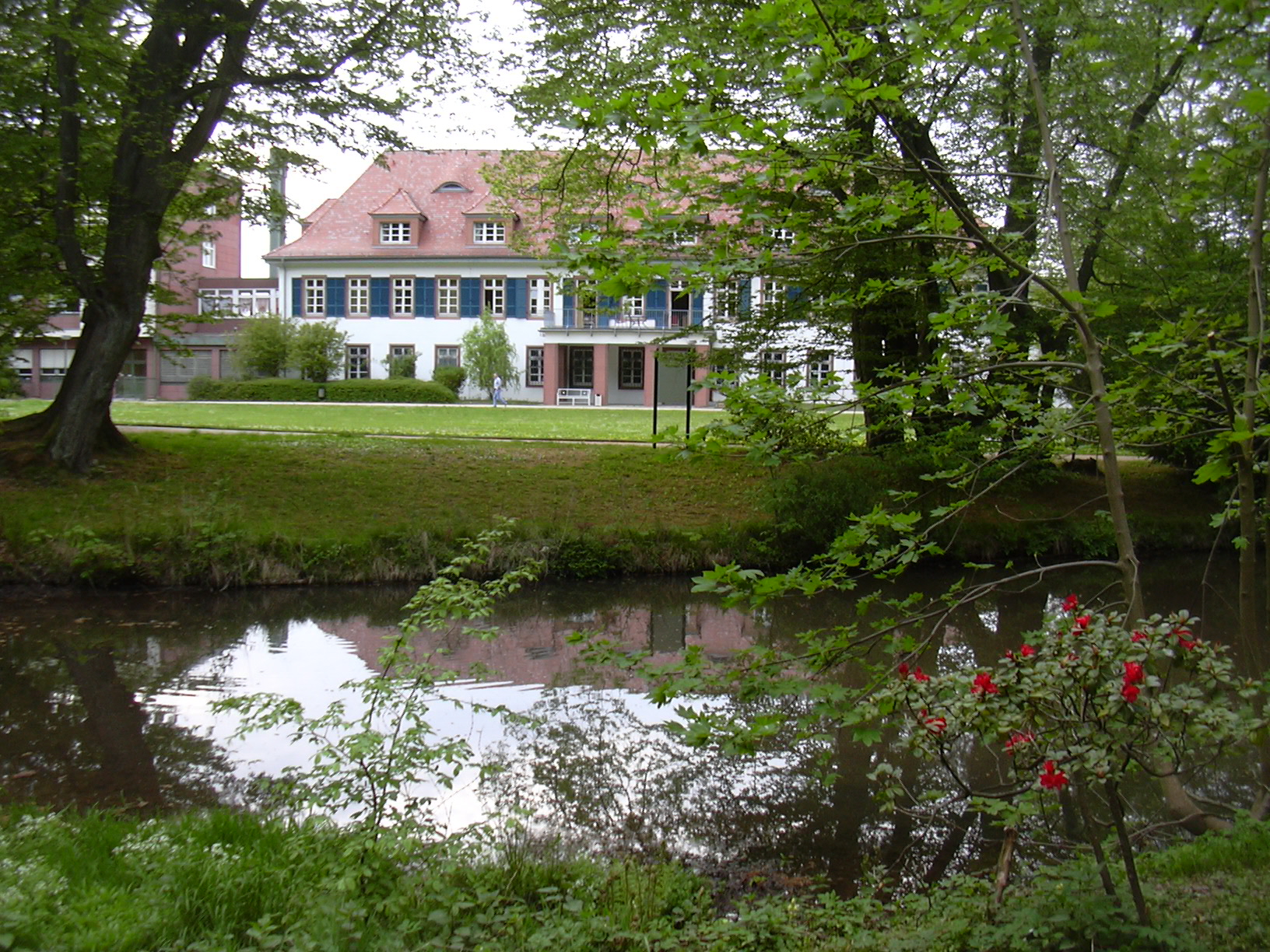
Le château de Wasserlos
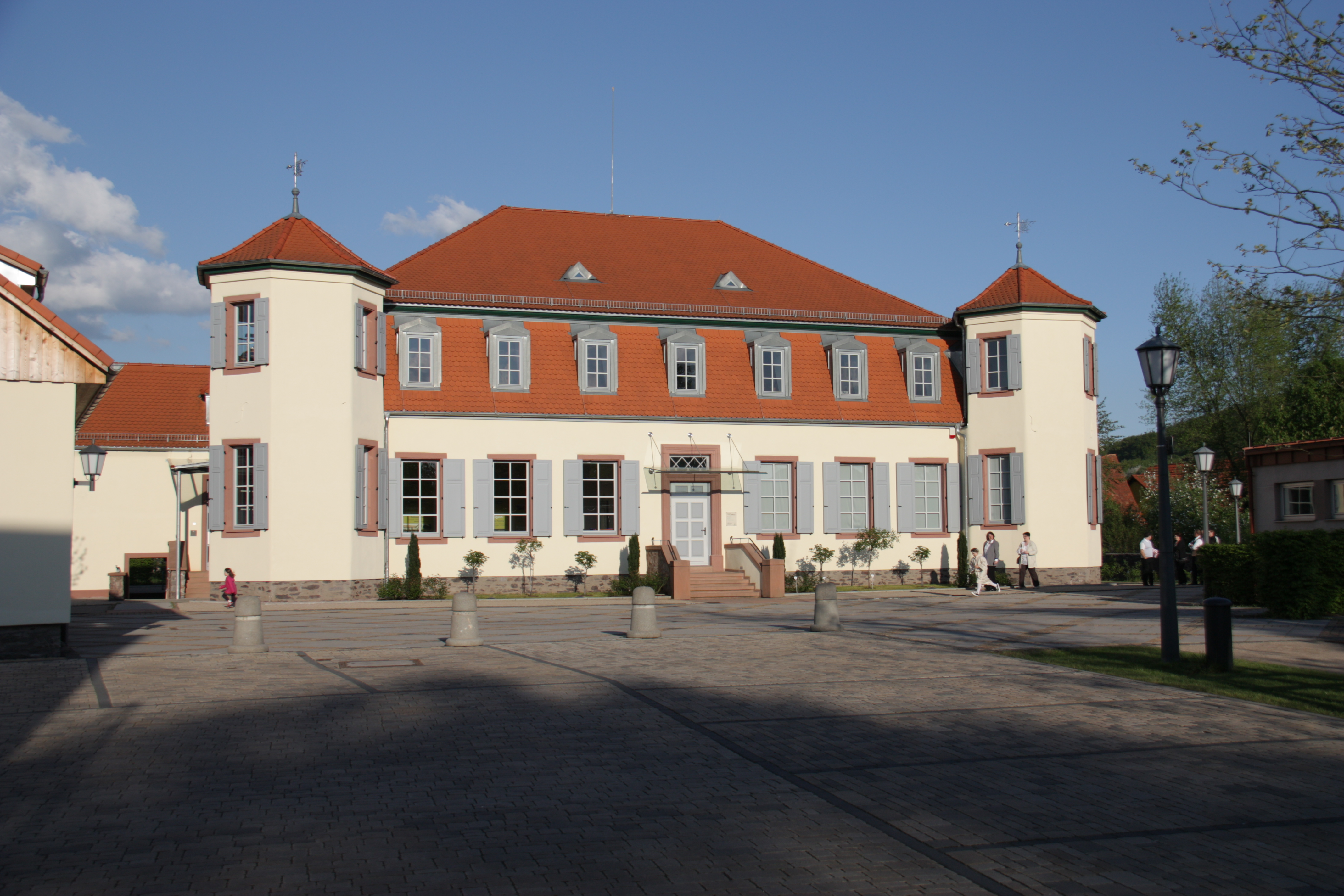
Le château de Michelbach
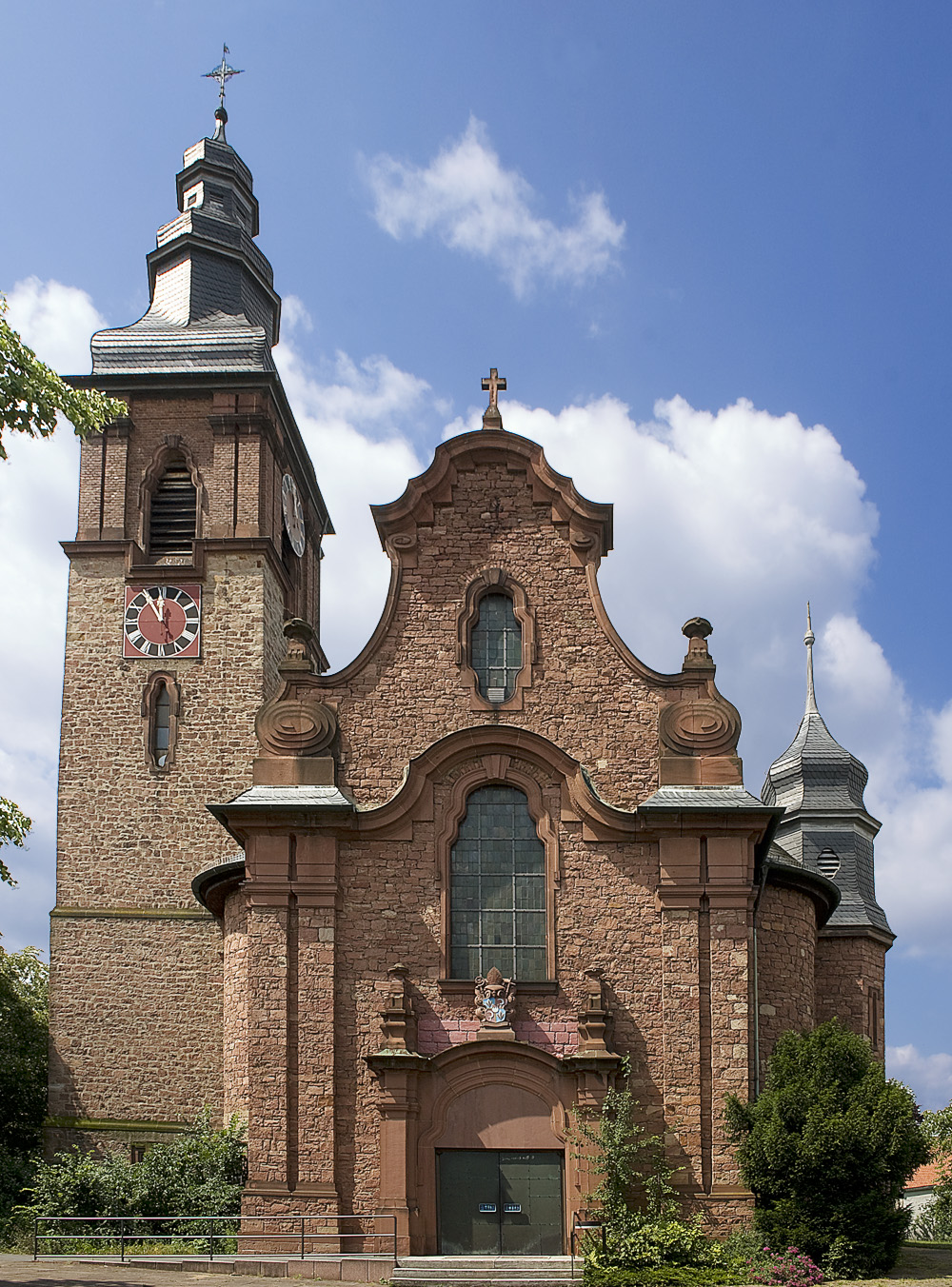
L'église Ste Catherine de Michelbach